# Pak sarzamin shad bad
Pak sarzamin shad bad, ili kraće Pak sarzamin (urdu: پاک سرزمین‎; "Sveta zemlja"), poznata i kao Qaumi Taranah (urdu: قومی ترانہ; "Nacionalna himna") državna je himna Pakistana. Glazbu je 1949. skladao Ahmed G. Chagla, a tekst je napisao Hafeez Jullundhri 1952. godine. Službeno je prihvaćena kao državna himna Pakistana u kolovozu 1954. godine. Iako je himna na perzijskom jeziku, razumljiva je i urdskim govornicima zbog zajedničkih riječi i izraza.

## Tekst
| Tekst na urdu jeziku | Tekst na urdu jeziku |
| -------------------- | -------------------- |
| كشورِ حسين شاد باد    | پاک سرزمین شاد باد   |
| !ارضِ پاکستان         | تُو نشانِ عزمِ عالی شان |
| مرکزِ یقین شاد باد    |                      |
| قوّتِ اُخوّتِ عوام        | پاک سرزمین کا نظام   |
| !پائنده تابنده باد   | قوم، ملک، سلطنت      |
| شاد باد منزلِ مراد    |                      |
| رہبرِ ترقّی و کمال     | پرچمِِ ستاره و ہلال    |
| !جانِ استقبال         | ترجمانِ ماضی، شانِ حال |
| سایۂ خدائے ذوالجلال  |                      |

| Transliteracija (ALA-LC)     |
| ---------------------------- |
| Pāk sarzamīn shād bād        |
| Kishwar-i ḥasīn shād bād     |
| Tū nishān-i ʿazm-i ʿālī shān |
| Arẓ-i Pākistān!              |
| Markaz-i yaqīn shād bād      |
|                              |
| Pāk sarzamīn kā niz̤ām        |
| Quwwat-i Ukhuwwat-i ʿawām    |
| Qaum, mulk, salt̤anat         |
| Pāyindah tābindah bād!       |
| Shād bād manzil-i murād      |
|                              |
| Parcham-i sitārah o-hilāl    |
| Rahbar-i taraqqī o-kamāl     |
| Tarjumān-i māẓī, shān-i ḥāl  |
| Jān-i istiqbāl!              |
| Sāyah-yi Khudā-yi Ẕū l-jalāl |